# Níquel Urushibara
O níquel Urushibara é um catalisador de hidrogenação à base de níquel nomeado em homenagem a Yoshiyuki Urushibara.

## Histórico
Foi descoberto por Yoshiyuki Urushibara em 1951, enquanto ele realizava pesquisas sobre a redução de estrona a estradiol.

## Preparo
Primeiramente, o níquel é precipitado na forma metálica pela reação da solução de um sal de níquel com zinco em excesso. O níquel precipitado contém quantidades relativamente grandes de zinco metálico e de óxido de zinco. Em seguida, o catalisador é ativado por tratamento em meio básico ou ácido. Existem diferentes designações para catalisadores níquel Urushibara a depender da sua forma de preparo. Os mais comuns são U-Ni-A e U-Ni-B. O U-Ni-A é preparado pelo tratamento do níquel precipitado com um ácido, como o ácido acético. O U-Ni-B é preparado pela reação com uma base, como o hidróxido de sódio. Caso seja realizado o tratamento em meio ácido, a maior parte do zinco e do óxido de zinco é dissolvida, o que não ocorre com tamanha eficiência caso seja realizado o tratamento em meio básico. Também é possível precipitar o níquel utilizando alumínio ou magnésio como agente redutor.

## Propriedades
O níquel Urushibara não é pirofórico. Ele pode ser usado para a maioria das hidrogenações nas quais o níquel Raney grau W-7 pode ser utilizado.

## Variantes
Cobalto ou ferro podem substituir o níquel para formar outros catalisadores de hidrogenação com propriedades distintas denominados cobalto Urushibara e ferro Urushibara respectivamente. Como catalisador de hidrogenação, o cobalto Urushibara é usado para redução de nitrilas, em que é especialmente aplicado para a produção de aminas primárias. O ferro Urushibara é um catalisador mais limitado devido à sua atividade relativamente baixa frente à maioria dos grupos funcionais orgânicos, podendo ser utilizado na hidrogenação parcial de alcinos a alcenos.